# 둘세 아모르
《둘세 아모르》(스페인어: Dulce amor)는 2012년 방영된 아르헨티나의 텔레노벨라이다.